# Playa de Levante (Formentera)
Platja de Llevant (Playa de Levante) es una playa que está situada en la isla de Formentera, en la comunidad autónoma de las Islas Baleares, España.
La playa está aislada de cualquier núcleo urbano y tiene una finísima arena blanca y aguas cristalinas.